# Miriam Němcová
Miriam Němcová (* 2. srpna 1961, Praha) je česká dirigentka a hudební skladatelka.
Absolvovala Pražskou konzervatoř a vystudovala obor kompozice a dirigování na Akademie múzických umění v Praze. V letech 1987–1988 byla stipendistkou České filharmonie u Pražských madrigalistů a několikrát obdržela stipendium na Internationale Bachakademie Stuttgart u prof. Působila v Komorní opeře Praha a v Divadle F. X. Šaldy v Liberci, kam se po ročním angažmá u Karlovarského symfonického orchestru v roce 1991 vrátila jako šéf opery. Na základě úspěšného nastudování Verdiho Otella v Divadle Antonína Dvořáka v Ostravě jí byla v roce 1993 nabídnuta dirigentská i sbormistrovská smlouva ve Státní opeře Praha. Od září 1995 byla M. Němcová pedagogem a  vedoucím oddělení dirigování na Pražské konzervatoři, kde také řídila symfonický orchestr. Mezinárodní dirigentské kurzy vedla např. v Hradci Králové, v jihokorejském Seoulu a naposledy v Praze pro Studio lirico. Od roku 2001 je stálým hostem Filharmonie Hradec Králové, s níž nahrála na CD Smetanův cyklus symfonických básní Má vlast.

## Ocenění
Dne 3. září 2021 jí bylo uděleno čestné občanství městské části Praha 6.